# 田島伸一
田島 伸一（たじま しんいち、1949年6月16日 - ）は、日本の実業家。株式会社JALUX代表取締役社長を務めた。

## 人物
東京大学経済学部卒業後、日本航空に入社した。
同社上海支店長、株式会社JALナビア福岡 代表取締役社長などを経て、2009年6月より株式会社JALUX代表取締役社長 社長執行役員。
社長退任後は信友インターナショナル株式会社特別顧問、朝日工業株式会社取締役を務める。

## 略歴
- 1972年4月、日本航空入社
- 1988年8月、同社 宣伝販売促進部 マネージャー
- 1989年8月、同社 ニューヨーク支店 総務マネージャー
- 1993年8月、同社 広報部 報道グループ 課長
- 1997年8月、同社 客室乗員本部 機内サービス企画部 副部長
- 1999年6月、同社 上海支店長
- 2005年4月、株式会社JALナビア福岡 代表取締役社長
- 2007年6月、株式会社JALUX 取締役 総務人事部・法務部担当
- 2008年6月、同社 取締役 常務執行役員 企画管理部門長
- 2009年6月、同社 代表取締役社長
- 2011年7月、信友インターナショナル株式会社 特別顧問
- 2015年6月、朝日工業株式会社 取締役
- 2016年6月、同社 取締役（監査等委員）